# ایرینا سانینا
ایرینا سانینا (اوکراینی: Ірина Саніна (Катаєва)؛ زادهٔ ۸ اکتبر ۱۹۸۵) بازیکن فوتبال اهل اوکراین است.